# Marele Premiu al Franței
Marele Premiu al Franței a fost una dintre cursele anuale ale calendarului competițional al Formulei 1, întrecere organizată de Federația Internațională de Automobilism. Este una dintre cele mai vechi curse cu motor din lume, precum și primul „Mare Premiu”. A încetat să se desfășoare la scurt timp după centenarul său în 2008, având loc până atunci 86 de curse, din cauza circumstanțelor financiare și a locațiilor nefavorabile. Cursa a revenit în calendarul de Formula 1 pentru o scurtă perioadă de timp, între 2018 și 2022, circuitul Paul Ricard găzduind cursa.
Cursele de automobile își au originea în Franța, Marele Premiu al acestei țări fiind cea mai veche competiție de acest gen. Cursa a fost organizată pentru prima dată pe 26 iunie 1906, la Sarthe, sub auspiciile Automobil Clubului Francez. La start s-au prezentat 32 de automobile.

## Istoric

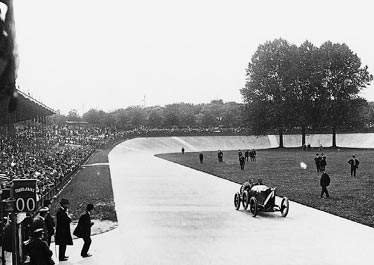
Georges Boillot câştigând Marele Premiu al Franţei în 1912, la Dieppe, Franţa.

Marele Premiu al Franței a făcut parte din primul Campionat Mondial, disputat în 1925, alături de Marele Premiu al Italiei, Marele Premiu al Belgiei și cursa Indianapolis 500. El a apărut în Formula 1 încă de la debutul acesteia din 1950. Cursa s-a desfășurat pe diferite circuite din Franța, printre ele numărându-se Circuitul Montlhéry. Din 1991 se dispută exclusiv pe Circuitul Nevers Magny-Cours. Mutarea cursei la Magny-Cours a reprezentat o încercare de stimulare a economiei din această zonă. Dar multe voci din interiorul Formulei 1 au considerat că acest lucru înseamnă îndepărtarea de la trăsăturile caracteristice ale circuitului.
Disputarea curselor din 2004 și 2005 s-a aflat sub semnul întrebării din cauza problemelor financiare și din cauza apariției noilor circuite din Formula 1. În cele din urmă ele s-au organizat, dar viitorul este unul nesigur pentru Marele Premiu al Franței.
Pe 29 martie 2007, FFSA (proprietarul cursei) a anunțat că Marele Premiu al Franței va fi suspendat pe o perioadă nedefinită. Motivul principal este reprezentat de situația financiară a circuitului, cunoscut a se afla în dizgrația multor persoane din F1.  Pe 31 mai, Bernie Ecclestone a confirmat că Marele Premiu al Franței - 2007 va fi ultimul organizat la Magny-Cours.
În cele din urmă, după negocieri îndelungi, viitorul cursei de la Magny-Cours a luat o turnură neașteptată, speculațiile conform cărora Marele Premiu al Franței se va organiza și în 2008 întețindu-se. Ecclestone însuși a afirmat că "S-ar putea să-l reînviem pentru un an, sau ceva de genul acesta.".  Pe 24 iulie, Ecclestone s-a întâlnit cu primul ministru francez, înțelegându-se asupra posibilității de a păstra cursa de la Magny Cours în 2008 și 2009.  Norocul francezilor a fost concretizat pe 27 iulie, când FIA a dat publicității calendarul competițional al sezonului 2008 al Formulei 1.
În decembrie 2016, a fost confirmat că Marele Premiu al Franței va reveni în 2018 pe Circuitul Paul Ricard, deținând un contract pentru a găzdui cursa până cel puțin în 2022. Într-un anunț adresat națiunii din 13 aprilie 2020, Emmanuel Macron, președintele francez, a declarat că restricțiile asupra evenimentelor publice ca urmare a pandemiei de COVID-19 vor continua până la jumătatea lunii iulie, punând Marele Premiu al Franței din 2020, programat pentru 28 iunie, sub riscul de amânare. Cursa a fost ulterior anulată fără intenția de a se reprograma pentru campionatul din 2020. Cursa a revenit pentru sezonul 2021.
Promotorii Marelui Premiu al Franței au confirmat că cursa nu va fi în calendarul sezonului 2023, declarând că urmăresc un acord de curse de rotație, împărțind slotul cu alte Mari Premii.

## Sponsori
Rhône-Poulenc Grand Prix du France 1988-1993

Mobil 1 Grand Prix du France 1998-2004

Allianz Grand Prix de France 2005-

## Câștigătorii Marelui Premiu al Franței

### Multipli câștigători
| Număr de victorii | Pilot                    | Ani                                            |
| ----------------- | ------------------------ | ---------------------------------------------- |
| 8                 | Michael Schumacher       | 1994, 1995, 1997, 1998, 2001, 2002, 2004, 2006 |
| 6                 | Alain Prost              | 1981, 1983, 1988, 1989, 1990, 1993             |
| 4                 | Louis Chiron             | 1931, 1934, 1937, 1947                         |
| 4                 | Juan Manuel Fangio       | 1950, 1951, 1954, 1957                         |
| 4                 | Nigel Mansell            | 1986, 1987, 1991, 1992                         |
| 3                 | Jack Brabham             | 1960, 1966, 1967                               |
| 3                 | Jackie Stewart           | 1969, 1971, 1972                               |
| 2                 | Georges Boillot          | 1912, 1913                                     |
| 2                 | Christian Lautenschlager | 1908, 1914                                     |
| 2                 | Felice Nazzaro           | 1907, 1922                                     |
| 2                 | Robert Benoist           | 1925, 1927                                     |
| 2                 | William Grover-Williams  | 1928, 1929                                     |
| 2                 | Giuseppe Campari         | 1924, 1933                                     |
| 2                 | Jean-Pierre Wimille      | 1936, 1948                                     |
| 2                 | Dan Gurney               | 1962, 1964                                     |
| 2                 | Jim Clark                | 1963, 1965                                     |
| 2                 | Ronnie Peterson          | 1973, 1974                                     |
| 2                 | Mario Andretti           | 1977, 1978                                     |
| 2                 | Niki Lauda               | 1975, 1984                                     |
| 2                 | Lewis Hamilton           | 2018, 2019                                     |
| 2                 | Max Verstappen           | 2021, 2022                                     |

^ În 1931, Louis Chiron a câștigat cursa, dar a împărțit mașina Bugatti T51 cu Achille Varzi.

^ În 1951, Juan Manuel Fangio a câștigat cursa, dar a împărțit mașina Alfa Romeo 159 cu Luigi Fagioli.

^ În 1925, Robert Benoist a câștigat cursa, dar a împărțit mașina Delage 2LCV cu Albert Divo.

^ În 1936, Jean-Pierre Wimille a câștigat cursa, dar a împărțit mașina Bugatti T57G cu Raymond Sommer.

### Câștigători anuali
Evenimentele scrise pe fond roz indică anii în care cursa nu a făcut parte din Campionatul Mondial de Formula 1.
Evenimentele scrise pe fond galben indică anii în care cursa a făcut parte din calendarul Campionatului European (înainte de cel de-al Doilea Război Mondial).
| An          | Pilot                              | Constructor               | Circuit           | Detalii      |
| ----------- | ---------------------------------- | ------------------------- | ----------------- | ------------ |
| 2022        | Max Verstappen                     | Red Bull Racing-RBPT      | Paul Ricard       | Detalii      |
| 2021        | Max Verstappen                     | Red Bull Racing-Honda     | Paul Ricard       | Detalii      |
| 2020        | Nedesfășurat                       | Nedesfășurat              | Nedesfășurat      | Nedesfășurat |
| 2019        | Lewis Hamilton                     | Mercedes                  | Paul Ricard       | Detalii      |
| 2018        | Lewis Hamilton                     | Mercedes                  | Paul Ricard       | Detalii      |
| 2017 - 2009 | Nedesfășurat                       | Nedesfășurat              | Nedesfășurat      | Nedesfășurat |
| 2008        | Felipe Massa                       | Ferrari                   | Magny Cours       | Detalii      |
| 2007        | Kimi Räikkönen                     | Ferrari                   | Magny Cours       | Detalii      |
| 2006        | Michael Schumacher                 | Ferrari                   | Magny Cours       | Detalii      |
| 2005        | Fernando Alonso                    | Renault                   | Magny Cours       | Detalii      |
| 2004        | Michael Schumacher                 | Ferrari                   | Magny Cours       | Detalii      |
| 2003        | Ralf Schumacher                    | Williams-BMW              | Magny Cours       | Detalii      |
| 2002        | Michael Schumacher                 | Ferrari                   | Magny Cours       | Detalii      |
| 2001        | Michael Schumacher                 | Ferrari                   | Magny Cours       | Detalii      |
| 2000        | David Coulthard                    | McLaren-Mercedes          | Magny Cours       | Detalii      |
| 1999        | Heinz-Harald Frentzen              | Jordan-Mugen-Honda        | Magny Cours       | Detalii      |
| 1998        | Michael Schumacher                 | Ferrari                   | Magny Cours       | Detalii      |
| 1997        | Michael Schumacher                 | Ferrari                   | Magny Cours       | Detalii      |
| 1996        | Damon Hill                         | Williams-Renault          | Magny Cours       | Detalii      |
| 1995        | Michael Schumacher                 | Benetton-Renault          | Magny Cours       | Detalii      |
| 1994        | Michael Schumacher                 | Benetton-Ford             | Magny Cours       | Detalii      |
| 1993        | Alain Prost                        | Williams-Renault          | Magny Cours       | Detalii      |
| 1992        | Nigel Mansell                      | Williams-Renault          | Magny Cours       | Detalii      |
| 1991        | Nigel Mansell                      | Williams-Renault          | Magny Cours       | Detalii      |
| 1990        | Alain Prost                        | Ferrari                   | Paul Ricard       | Detalii      |
| 1989        | Alain Prost                        | McLaren-Honda             | Paul Ricard       | Detalii      |
| 1988        | Alain Prost                        | McLaren-Honda             | Paul Ricard       | Detalii      |
| 1987        | Nigel Mansell                      | Williams-Honda            | Paul Ricard       | Detalii      |
| 1986        | Nigel Mansell                      | Williams-Honda            | Paul Ricard       | Detalii      |
| 1985        | Nelson Piquet                      | Brabham-BMW               | Paul Ricard       | Detalii      |
| 1984        | Niki Lauda                         | McLaren-TAG               | Dijon             | Detalii      |
| 1983        | Alain Prost                        | Renault                   | Paul Ricard       | Detalii      |
| 1982        | René Arnoux                        | Renault                   | Paul Ricard       | Detalii      |
| 1981        | Alain Prost                        | Renault                   | Dijon             | Detalii      |
| 1980        | Alan Jones                         | Williams-Ford             | Paul Ricard       | Detalii      |
| 1979        | Jean-Pierre Jabouille              | Renault                   | Dijon             | Detalii      |
| 1978        | Mario Andretti                     | Lotus-Ford                | Paul Ricard       | Detalii      |
| 1977        | Mario Andretti                     | Lotus-Ford                | Dijon             | Detalii      |
| 1976        | James Hunt                         | McLaren-Ford              | Paul Ricard       | Detalii      |
| 1975        | Niki Lauda                         | Ferrari                   | Paul Ricard       | Detalii      |
| 1974        | Ronnie Peterson                    | Lotus-Ford                | Dijon             | Detalii      |
| 1973        | Ronnie Peterson                    | Lotus-Ford                | Paul Ricard       | Detalii      |
| 1972        | Jackie Stewart                     | Tyrrell-Ford              | Charade           | Detalii      |
| 1971        | Jackie Stewart                     | Tyrrell-Ford              | Paul Ricard       | Detalii      |
| 1970        | Jochen Rindt                       | Lotus-Ford                | Charade           | Detalii      |
| 1969        | Jackie Stewart                     | Matra-Ford                | Charade           | Detalii      |
| 1968        | Jacky Ickx                         | Ferrari 312               | Rouen-Les-Essarts | Detalii      |
| 1967        | Jack Brabham                       | Brabham BT24 - Repco      | Le Mans           | Detalii      |
| 1966        | Jack Brabham                       | Brabham BT19 - Repco      | Reims             | Detalii      |
| 1965        | Jim Clark                          | Lotus 25 - Climax         | Charade           | Detalii      |
| 1964        | Dan Gurney                         | Brabham BT7 - Climax      | Rouen-Les-Essarts | Detalii      |
| 1963        | Jim Clark                          | Lotus 25 - Climax         | Reims             | Detalii      |
| 1962        | Dan Gurney                         | Porsche 804               | Rouen-Les-Essarts | Detalii      |
| 1961        | Giancarlo Baghetti                 | Ferrari Dino 156          | Reims             | Detalii      |
| 1960        | Jack Brabham                       | Cooper-Climax             | Reims             | Detalii      |
| 1959        | Tony Brooks                        | Ferrari Dino 246          | Reims             | Detalii      |
| 1958        | Mike Hawthorn                      | Ferrari Dino 246          | Reims             | Detalii      |
| 1957        | Juan Manuel Fangio                 | Maserati 250F             | Rouen-Les-Essarts | Detalii      |
| 1956        | Peter Collins                      | Ferrari D50A              | Reims             | Detalii      |
| 1955        | Nedesfășurat                       | Nedesfășurat              | Nedesfășurat      | Nedesfășurat |
| 1954        | Juan Manuel Fangio                 | Mercedes-Benz W196        | Reims             | Detalii      |
| 1953        | Mike Hawthorn                      | Ferrari 500               | Reims             | Detalii      |
| 1952        | Alberto Ascari                     | Ferrari 500               | Rouen-Les-Essarts | Detalii      |
| 1951        | Luigi Fagioli Juan Manuel Fangio   | Alfa Romeo 159            | Reims             | Detalii      |
| 1950        | Juan Manuel Fangio                 | Alfa Romeo 158            | Reims             | Detalii      |
| 1949        | Louis Chiron                       | Talbot-Lago T26C          | Reims             | Detalii      |
| 1948        | Jean-Pierre Wimille                | Alfa Romeo 158            | Reims             | Detalii      |
| 1947        | Louis Chiron                       | Talbot-Lago Monoplace C39 | Lyon-Parilly      | Detalii      |
| 1946 - 1940 | Nedesfășurat                       | Nedesfășurat              | Nedesfășurat      | Nedesfășurat |
| 1939        | Hermann Paul Müller                | Auto Union 3.0L           | Reims             | Detalii      |
| 1938        | Manfred von Brauchitsch            | Mercedes-Benz W154        | Reims             | Detalii      |
| 1937        | Louis Chiron                       | Talbot T150C              | Montlhéry         | Detalii      |
| 1936        | Jean-Pierre Wimille Raymond Sommer | Bugatti T57G              | Montlhéry         | Detalii      |
| 1935        | Rudolf Caracciola                  | Mercedes-Benz W25         | Montlhéry         | Detalii      |
| 1934        | Louis Chiron                       | Alfa Romeo Tipo B P3      | Montlhéry         | Detalii      |
| 1933        | Giuseppe Campari                   | Maserati 8C-3000          | Montlhéry         | Detalii      |
| 1932        | Tazio Nuvolari                     | Alfa Romeo Tipo B P3      | Montlhéry         | Detalii      |
| 1931        | Louis Chiron Achille Varzi         | Bugatti T51               | Montlhéry         | Detalii      |
| 1930        | Philippe Etancelin                 | Bugatti T35C              | Pau               | Detalii      |
| 1929        | William Grover-Williams            | Bugatti T35B              | Le Mans           | Detalii      |
| 1928        | William Grover-Williams            | Bugatti T35C              | Saint-Gaudens     | Detalii      |
| 1927        | Robert Benoist                     | Delage 15-S8              | Montlhéry         | Detalii      |
| 1926        | Jules Goux                         | Bugatti T39A              | Miramas           | Detalii      |
| 1925        | Robert Benoist Albert Divo         | Delage 2LCV               | Montlhéry         | Detalii      |
| 1924        | Giuseppe Campari                   | Alfa Romeo P2             | Lyon              | Detalii      |
| 1923        | Henry Segrave                      | Sunbeam                   | Tours             | Detalii      |
| 1922        | Felice Nazzaro                     | Fiat 804                  | Strasbourg        | Detalii      |
| 1921        | James Anthony Murphy               | Duesenberg                | Le Mans           | Detalii      |
| 1920 - 1915 | Nedesfășurat                       | Nedesfășurat              | Nedesfășurat      | Nedesfășurat |
| 1914        | Christian Lautenschlager           | Mercedes 18/100           | Lyon              | Detalii      |
| 1913        | Georges Boillot                    | Peugeot L5                | Amiens            | Detalii      |
| 1912        | Georges Boillot                    | Peugeot L76               | Dieppe            | Detalii      |
| 1911 - 1909 | Nedesfășurat                       | Nedesfășurat              | Nedesfășurat      | Nedesfășurat |
| 1908        | Christian Lautenschlager           | Mercedes                  | Dieppe            | Detalii      |
| 1907        | Felice Nazzaro                     | Fiat                      | Dieppe            | Detalii      |
| 1906        | Ferenc Szisz                       | Renault                   | Le Mans           | Detalii      |